# Radio televizija Crne Gore
Radio televizija Crne Gore (černohorskou cyrilicí Радио телевизија Црне Горе, zkráceně РТЦГ, latinkou RTCG) je veřejnoprávní vysílatel v Černé Hoře. Sídlo společnosti se nachází v hlavní městě, Podgorici a zahrnuje Radio Crne Gore, zkráceně RCG a Televizija Crne Gore, zkráceně TVCG.
V červenci 2001 se v rámci společnosti Udruženje javnih radija i televizija (UJRT) stalo členem Evropské vysílací unie (EBU) a plnoprávným členem se stala v roce 2006, po vyhlášení nezávislosti Černé Hory.

## Historie

### Historie rozhlasu a stanice
Vůbec první vysílání rozhlasu na Balkáně se uskutečnilo 3. srpna 1904 z vrchu Volujica blízko města Bar. Výstavbu vysílače financoval Guglielmo Marconi výměnou za jeho desetiletý pronájem. První pravidelné rozhlasové vysílání na území dnešní Černé Hory započalo 27. listopadu 1944 z města Cetinje. Radio Cetinje vysílalo denně jednohodinový program v okruhu do 150 km od města.
Předchůdce dnešního černohorského vysílatele začal vysílat 30. dubna 1949 z hlavního města Titograd (dnes Podgorica) pod názvem Radio Titograd svůj několikahodinový program. V roce 1990 došlo k přejmenování stanice na Radio Crne Gore.
Dnes RTCG provozuje 2 rozhlasové stanice. Jsou jimi Radio CG 1 a Radio CG 2.

### Historie televize a stanice

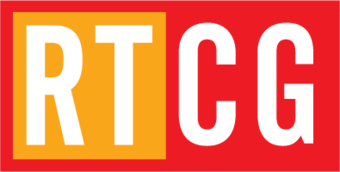
Logo RTCG 2006 – 2012

Za den začátku televizního vysílání v Černé Hoře se považuje 4. květen 1964, kdy se v centrálním jugoslávském vysílání odvysílala reportáž z regionálního studia v Titogradě. Od té doby, až do roku 1991, vysílala černohorská televize pod názvem Televizija Titograd. Následovala výroba televizního týdeníku (od roku 1968) a každodenních zpráv z regionu (od roku 1971). Významným pro černohorskou televizi byl rok 1984, kdy se přestěhovala do svých nových prostor. Díky příznivým prostorovým a technickým podmínkám došlo k velkému kvantitativnímu i kvalitativnímu pokroku televize. Produkovalo se velké množství inscenací, programů pro děti a mládež a začalo se i s výrobou filmů.
V roce 1991 došlo ke spojení státní televize a rozhlasu do jednoho celku pod názvem Radio-televizija Crne Gore. Během let válečného konfliktu v zemích bývalé Jugoslávie byla televize nástrojem propagandistického ovlivňování veřejného mínění a její vysílání nelze nazvat "standardním".
V roce 1997 začala vysílat ve standardním režimu na dvou programech. Od ledna 2001 vysílá televize své vysílání i prostřednictvím satelitu. V roce 2002 získala Radio-televizija Crne Gore statut veřejnoprávního vysílatele.
Dnes RTCG provozuje 3 televizní stanice, z toho jednu satelitní. Jsou jimi TVCG 1, TVCG 2 a TVCG Sat.